# Systenus flaviatus
Systenus flaviatus är en tvåvingeart som beskrevs av Stefan Naglis 2000. Systenus flaviatus ingår i släktet Systenus och familjen styltflugor. Inga underarter finns listade i Catalogue of Life.